# هوية قبطية

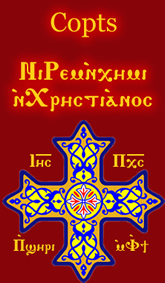
شعار الكنيسة القبطية الأرثوذكسية في أمريكا الجنوبية

لدى الأقباط تاريخ طويل كأقلية بين الأغلبية المسلمة في مصر. تشكل مصر أكبر تجمّع مسيحي داخل الشرق الأوسط وشمال أفريقيا وإحدى أكبر التجمعات المسيحية في العالم الإسلامي. يعود تاريخ المسيحية في مصر إلى العصر الروماني. حيث كانت الإسكندرية مركزًا هامًا خلال العصور الأولى للمسيحية. في حين أن جزءا لا يتجزأ من المجتمع المصري اعتنق الإسلام، حافظ الأقباط على هوية مستقلة ثقافيًا ودينيًا. تستند أهميّة الكنيسة القبطية الأرثوذكسية في الهوية القبطية بسبب دور الكنيسة في الحفاظ على الثقافة القبطية.
لم تثار مسألة الهوية القبطية قبل صعود العروبة في عهد جمال عبد الناصر في أوائل 1950. حتى ذلك الوقت، كانت القومية المصرية هي الشكل الرئيسي للتعبير عن الهوية المصرية، وقد نادى عدد من المفكرين المصريين عمومًا، والأقباط على وجه الخصوص، بأن الأقباط لهم هويتهم الخاصة المحتفظ بها من ما قبل الفتح الإسلامي لمصر وأنّ هذه الهويّة هي الوارثة الشرعية للحضارة الفرعونية التي سادت في مصر القديمة، علمًا أن مسلمين أيضًا أمثال عبد الغني صلاح مؤسس الحزب القومي المصري ينتمون للطرح نفسه بدرجات متفاوتة، الحزب المذكور قال في وثيقته التأسيسية أنه سيسعى لاحترام التاريخ الفرعوني والقبطي والعربي لمصر، وكذلك فقد دعا الكاتب صفوت يسى المصريين عمومًا للكف عن الالتحاق بالهويّة العربية وإعادة إحياء الهوية المصرية. بأن الأقباط لهم هويتهم الخاصة المحتفظ بها من ما قبل الفتح الإسلامي لمصر وأنّ هذه الهويّة هي الوارثة الشرعية للحضارة الفرعونية التي سادت في مصر القديمة،
يما يخصّ الأقباط، فقد رأى مصطفى الفقي السياسي والمدرس في الجامعة الأمريكية في القاهرة أنه بعد الفتح الإسلامي ظل عدد من الشعوب التي دخلت في الإسلام محافظًا على هويته الأصلية وبعضها الآخر انخرط في العروبة أيضًا مضيفًا إليها ومتفاعلاً منها، وكان من بين هذه الدول مصر على عكس إيران مثلاً. من ناحية ثانية فإن مكرم عبيد باشا السكرتير العام لحزب الوفد أكد عروبة الأقباط من منطلق «الثقافة والمشاركة في الوطن» خلال حكم المملكة المصرية، ويذكر أيضًا دور البابا شنودة الثالث الذي رسّخ الهوية العربية للأقباط ولقبه عدد من الشخصيات العامة «بابا العرب»، من جهة أخرى، دعا عدد من المفكرين الأقباط أمثال يوسف سيدهم المصريين عمومًا لإيقاظ الهوية المصرية دون «القفز فوق الهوية والثقافة العربية، والعالم العربي الذي نعتبر بلدنا جزءًا منه».

## مواضيع مرتبطة
- أقباط.
- الكنيسة القبطية الأرثوذكسية.
- معهد الدراسات القبطية.